# Alpigelkottsspinnare
Alpigelkottsspinnare, Grammia quenseli är en fjärilsart som beskrevs av Paykull 1793. Alpigelkottsspinnare ingår i släktet Grammia och familjen björnspinnare, Arctiidae. Enligt den finländska rödlistan är arten nära hotad i Finland. Arten är reproducerande i Sverige. Artens livsmiljö är fjällängar. Två underarter finns listade i Catalogue of Life, Grammia quenseli alpivolans Warnecke, 1949 och Grammia quenseli dolomitica Loritz, 1952. 